# Phrosinella similis
Phrosinella similis är en tvåvingeart som först beskrevs av Boris Borisovitsch Rohdendorf 1925.  Phrosinella similis ingår i släktet Phrosinella och familjen köttflugor.
Artens utbredningsområde är Uzbekistan. Inga underarter finns listade i Catalogue of Life.